# Battaglia di Amami-Ōshima
La battaglia di Amami-Ōshima, conosciuta anche come l’incidente della nave spia nel Mare di Kyūshū, è stato uno scontro durato 6 ore tra la Guardia Costiera Giapponese ed una nave armata nordcoreana, che ha avuto luogo nei pressi dell'isola di Amami-Ōshima, nel Mar Cinese Orientale. Lo scontro si è concluso con l'affondamento del peschereccio nordcoreano, che le autorità giapponesi hanno poi dichiarato essere una nave spia. L'incontro è avvenuto all'esterno delle acque territoriali giapponesi, ma entro la zona economica esclusiva, un'area di 200 miglia dalla terraferma giapponese, all'interno della quale il Giappone può esercitare diritti esclusivi sulla pesca e l'estrazione mineraria.

## Contesto
Una nave non identificata era stata individuata nelle acque Giapponesi venerdì 21 dicembre 2001. Il peschereccio armato era stato rilevato da una stazione per le telecomunicazioni a Kikaijima, Kagoshima, che era sotto il controllo dei  Quartier generale per le informazioni della difesa  giapponese. Nel 1999, un altro vascello nordcoreano intercettato dalla Guardia Costiera Giapponese era stato dichiarato dal Giappone una nave spia, anche se la Corea del Nord lo negò; altri incidenti hanno avuto luogo circa la pesca illegale e traffico di droga. Non conoscendo le intenzioni della nave nordcoreana, la Guardia Costiera decise di intercettarlo.

## Battaglia

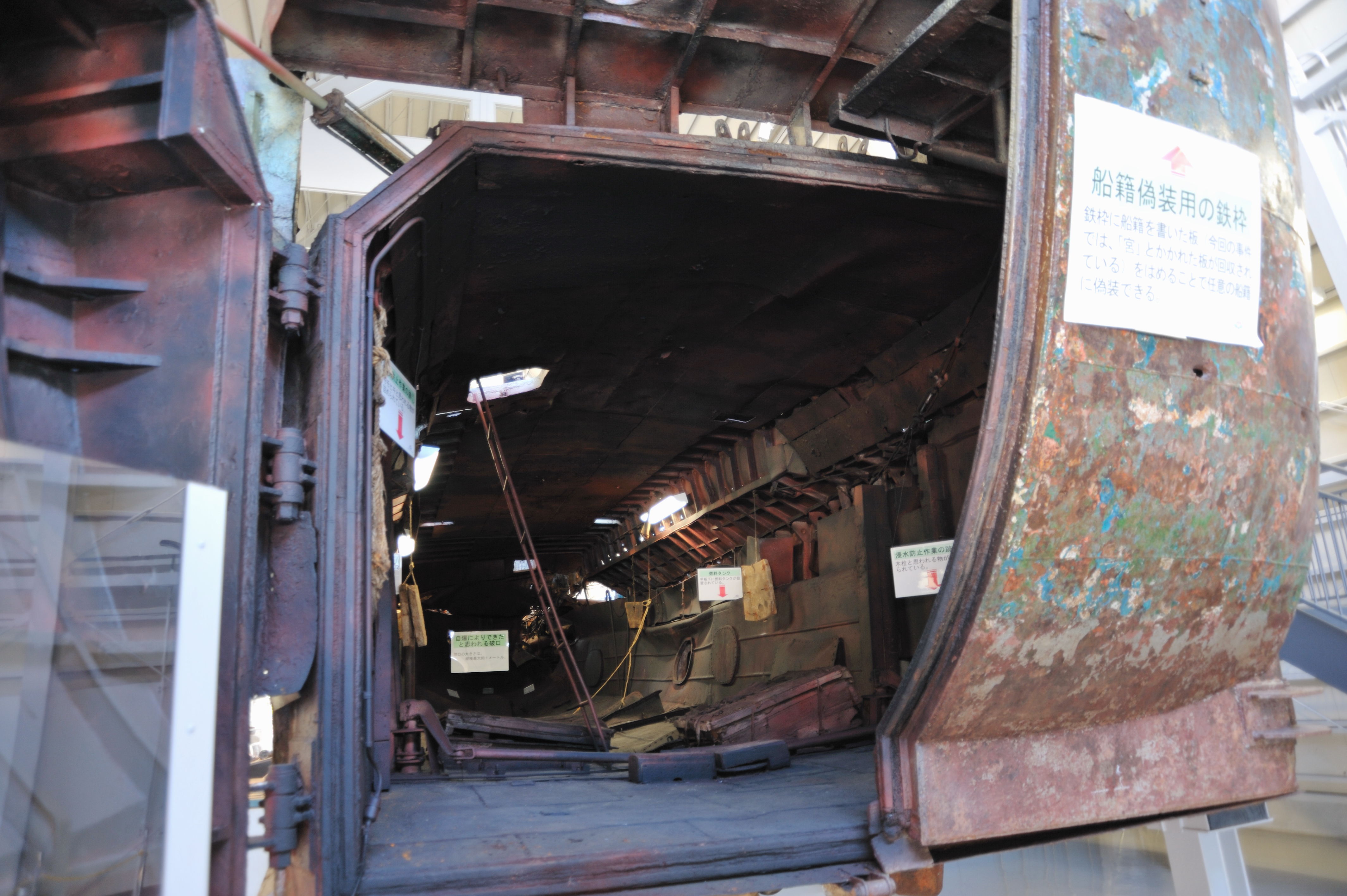
Doppio sportello trovato a poppa del peschereccio spia nordcoreano.

All'inizio della mattina successiva, la nave era inseguita da quattro pattugliatori della Guardia Costiera Giapponese, che gli avevano ordinato di fermarsi e sparato 25 colpi d'avvertimento quando questi ordini vennero ignorati. Seguì uno scontro di sei ore, nel quale furono sparati più di 1000 colpi da entrambe le parti; fu detto che l'equipaggio nordcoreano impugnava lanciarazzi spalleggiabili. Il peschereccio nordcoreano fu intanto colpito da alcuni colpi da 20 mm. Numerose esplosioni non direttamente collegate agli attacchi Giapponesi scossero la nave prima che affondasse. Secondo il giornale The Guardian, "quindici sopravvissuti furono visti aggrapparsi ad una boa in mareggiata, ma alle navi Giapponesi fu ordinato di ignorarli per paura che avrebbero usato la forza per resistere alla cattura." Due corpi furono recuperati, e tredici altre persone furono dichiarate scomparse e presunte morte alcuni giorni dopo.
L'Unità speciale abbordaggi fu mobilitata per abbordare la nave, ma ciò non fu portato a termine poiché si dovette attendere che arrivassero ordini ufficiali dal Ministero della difesa giapponese. La nave affondò prima che questi ordini arrivassero.
L'ingaggio fu videoregistrato dalle navi della Guardia Costiera Giapponese.

## Conseguenze
Nel 2003 il peschereccio fu recuperato dai giapponesi per confermare le sue origini e intenzioni. L'ispezione dello scafo determinò che era di origini nordcoreane e probabilmente una nave da spionaggio ed infiltrazione. Fu rivelato che la nave era camuffata da peschereccio cinese o giapponese e che poteva raggiungere i 33 nodi, molto più di qualsiasi peschereccio commerciale. La nave aveva anche un doppio portellone a poppa progettato per essere usato come uscita per motoscafi. Dopo che le ispezioni furono completate, lo scafo fu esposto al Museo della Guardia Costiera Giapponese a Yokohama, dov’è  diventata una popolare attrazione turistica.